# 陈春先
陈春先（1934年8月6日—2004年8月9日），四川成都人，中共党员，被称为中关村第一人，曾参与建造中国第一个托卡马克，担任中科院物理所等离子体研究室室主任，是物理所最年轻的正教授和第一批博导，毕业于莫斯科大学物理系。
1951年，进入四川大学物理系学习。1952年10月 加入中国共产党。1953年初秋，被公派到斯维尔德洛夫斯克学习地球物理探矿。1956年暑期，转入乌拉尔大学，后又转到莫斯科大学物理系，在校期间跟随玻哥留博夫院士从事前沿研究，并在苏联《实验和理论物理杂志》上发表几篇论文。
伴随着职称评定制度的恢复，中科院在1978年评聘了改革开放后被破格提拔的第一批正研究员（教授级），其中包括陈景润、郝柏林、陈春先、何祚庥。
1978年到1981年，曾三次访问美国。1980年10月，陈春先作为中美10名互访科学家，从美国考察回来后，提出要建立中国硅谷。
1979年7月7日到1981年11月16日，陈春先担任安徽合肥的中科院等离子体物理研究所副所长，也是该所创建人。
1980年8月8日，陈春先参与创办北京等离子体学会。1980年10月23日，参与创办中国第一个民营科技企业“先进技术发展服务部”。1983年4月15日，参与创办中国第一个民营科技研究所“华夏新技术开发研究所”。